# Charles Hustinx (1902-1982)
Charles Marie Joseph Hubert (Charles) Hustinx (Maastricht, 8 december 1902 - Nijmegen, 5 juni 1982) was een politicus namens de RKSP en de KVP.
Hustinx was zoon van Leon Hustinx, bierbrouwer te Maastricht (Lenculenstraat 14), vader van Charles Hustinx (1936) en studeerde rechten in Leiden. Hustinx werkte voor de Tweede Wereldoorlog in Nijmegen als advocaat, procureur en bij de gemeente. In de oorlog zat hij een periode ondergedoken in Beek en Donk. In die tijd was hij waarschijnlijk actief in het verzet, ofschoon hij daar zelf nooit over wilde praten. Na de bevrijding van Zuid Nederland in 1944 ging Charles Hustinx met Louis Beel (de latere premier) en anderen naar Koningin Wilhelmina in Engeland om haar te adviseren over de bestuurlijke situatie in Nederland.
Op 16 oktober 1944 werd hij benoemd tot waarnemend burgemeester in Nijmegen en op 20 juni 1945 werd dit een definitieve benoeming. Hij zou deze functie vervullen tot 1 januari 1968. In deze periode leidde hij de heropbouw van het zwaar beschadigde Nijmegen en breidde de stad flink uit. De schilderachtige, maar in verval geraakte stadswijk Benedenstad, die de oorlog had overleefd, werd echter ondanks heftige protesten van bewoners en voorstanders van restauratie grotendeels gesloopt. Zo droeg Hustinx paradoxaal genoeg enerzijds medeverantwoordelijkheid voor de wederopbouw van de Bovenstad en anderzijds voor de verwoesting van de monumentale Benedenstad.
Van 20 oktober 1945 tot 23 juli 1946 was hij lid van de Eerste Kamer. Hij is onderscheiden als Ridder in de Orde van de Nederlandse Leeuw. Zijn zoon C.L.A.M. (Charles) Hustinx was politicus van de KVP en later het CDA en is ook burgemeester geweest.